# Stereotype
Een stereotype is een vaststaand beeld van bijvoorbeeld een groep mensen dat niet (volledig) overeenkomt met de werkelijkheid, of een deel van de werkelijkheid buiten proportie vergroot. 
Dit vormt dan een vooroordeel, een vooringenomen gedachtegang en kan leiden tot discriminerende denkbeelden en gedragingen. Voorbeeld van een vooringenomen uitspraak is "Alle ... zijn zo", hier is sprake van een ecologische fout.

Stereotype 'de gestoorde wetenschapper'

## Etymologie
Het woord stereotype ontleent zijn betekenis aan de samenstelling van de Oudgriekse woorddelen stereos en typos. Hierbij staat stereos voor ‘vast’; typos betekent 'slag/afdruk/vorm'. De versmelting van stereos en typos heeft geleid tot de oorsprong van het woord stereotype.
Het digitale en analogische Nederlandse woordenboek Van Dale (2008) definieert 'stereotype' dan ook als 'vastliggend beeld' of 'karakterisering'. Bij het daadwerkelijk toepassen van stereotypen - het 'stereotyperen' - is sprake van stereotypering, hetgeen door deze bron verwoord wordt als: "het isoleren van één eigenschap uit een verzameling van eigenschappen en het voorstellen van die eigenschap als representatief voor de hele verzameling."
In zijn beschouwing over definities en theorieën omtrent stereotypen, beschouwt Cinnirella (1997) stereotypen als "geloofssystemen die houdingen, gedragingen en persoonlijke eigenschappen associëren met leden van een sociale categorie". Uit het discours over stereotypen, blijken deze zich te manifesteren als ‘geloven dan wel veronderstellingen over de leden van een sociale categorie of sociale groep.’
Er wordt gesteld dat stereotypen in het algemeen beschouwd kunnen worden als karakteriseringen van bepaalde categorieën (zoals sociale groepen) waarbij, door selectie van eigenschappen, geloofssystemen gecreëerd worden bestaande uit veronderstellingen over deze categorieën.
Een stereotype is vaak gebaseerd op:
- Versimpeling
- Overdrijving
- Generalisering

## Soorten stereotypen

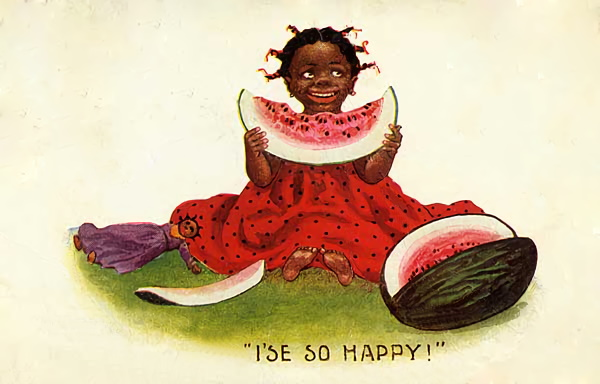
Postkaart van een watermeloen stereotype, als zouden Afro-Amerikanen een zwak hebben voor watermeloenen.

Stereotypen kunnen gebaseerd zijn op ras, etniciteit, geslacht, seksuele geaardheid, nationaliteit, geloof, beroep, leeftijd of sociale klasse.

## Stereotypen in het dagelijkse leven
Stereotypen worden ook vaak gebruikt op televisie, cartoons, moppen, strips, tekenfilms, propaganda, reclame en in de literatuur. Ze zorgen ervoor dat men zich snel kan identificeren met de personages en meer betrokken raakt. Zo worden of werden koningen vaak afgebeeld met een kroon, domme vrouwen als blondines, postbodes in uniform met pet, butlers en politici als onbetrouwbare figuren, Joden als rabbijnen of met haakneuzen, homoseksuelen als verwijfde mannen, landbouwers met een hooivork, Amerikanen met een cowboyhoed op het hoofd, Nederlanders op klompen, Belgen met frietzakjes in de hand, Fransen met een alpinopet, snor en stokbrood onder de arm of Chinezen met een lange paardenstaart. Men kan gebruikmaken van een karikatuur en attributen om personen stereotiep voor te stellen. Vroeger gebeurde dit uit superioriteitsgevoelens zonder veel gêne met voorstellingen die later als racistisch of discriminerend zouden aangemerkt worden, bijvoorbeeld Joden als gierige geldwolven met grote haakneuzen en zwarten in Afrika als primitieve wilden met dikke lippen.
Stereotypen kunnen echter ook op een amusante manier gebruikt worden, zoals in Asterix waar de Galliërs vaak Europese volkeren tegenkomen die erg cliché-achtig worden voorgesteld. Bepaalde abstracte zaken kunnen enkel via een herkenbaar stereotiep symbool worden gevisualiseerd, zoals de dood (Magere Hein), liefde (Cupido), recht (Vrouwe Justitia) en de Walt Disney Company (Mickey Mouse).
In sommige culturen en maatschappijen gaan bepaalde stereotypen al zo lang mee dat ze vele mensen ze onbewust ingeprent krijgen. Reclame, media, propaganda en de omgeving waar men in opgroeit bevestigen het stereotype en behandelen het ook vaak alsof het om echte feiten gaat. Een bekend voorbeeld zijn de vele magazines die op vrouwen en mannen gericht zijn en waarbij beide geslachten elkaar voortdurend veralgemenend voorstellen. Mannen worden bijvoorbeeld afgeschilderd als wezens die enkel in voetbal en seks geïnteresseerd zijn en vrouwen alsof ze enkel geboeid zijn door kinderen, chocola en winkelen.

## Historische ontwikkeling
Volgens Leerssen (2000) dateren historische processen van nationale stereotypering in Europa vanaf de consolidatie van Europese natiestaten in de zeventiende eeuw. Binnen de geopolitieke grenzen van de staat, werd door de regerende klasse de Idee van de 'Volksgeist' uitgewerkt in theorieën en praktijken tot 'natie bouw' (nation building) ten einde regionale culturen te consolideren tot een veronderstelde nationale eenheid (Leerssen 2000) Beelden van de typische Nederlander, Italiaan, Duitser of Fransman werden toen gecreëerd. Hierbij wordt door sociale groepen verondersteld dat, op basis van een selectie van toegeschreven en 'kenmerkend' genoemde eigenschappen, de Nederlander bijvoorbeeld om de typische nuchterheid verschilt van de chaotische, uitbundige Italiaan (Veeger 2004: 287-291).

## Soorten stereotypen
Cinnirella (1997) betoogt dat stereotypen op drie manieren bestudeerd kunnen worden. Dit relateert hij aan de wijzen waarop soorten stereotypen gevormd worden.
1. Zij kunnen gezien worden als cognitieve structuren of strategieën, gebaseerd op het geheugen. Volgens deze these is de neiging tot stereotypering erfelijk. Psychologisch onderzoek heeft aangetoond dat kinderen een voorkeur voor de symbolen van de eigen natie manifesteren voordat hun cognitieve apparaat kan begrijpen wat een 'natie' of 'nationaliteit', is. Stereotypen over groepen zijn volgens deze retoriek toegekende of aangeschreven (ascribed) sociale identiteiten.
2. De discoursanalyse gaat uit van de gedachte dat stereotypen in het discours worden geconstrueerd: door selectie en categorisering (via sociale interactie) in woord en schrift.
3. De sociaalpsychologische analyse van stereotypen door Cinnirella, gaat uit van het onderscheid tussen actieve versus 'slapende' (dormant) stereotypen. Actieve stereotypen zijn stereotypen die "momenteel door de maatschappij circuleren en toegepast worden door ten minste enkele sociale groepen" (1997: 46). De massamedia, in alle vormen die zij aannemen, brengen diverse stereotiepe beelden van leden van sociale groepen in omdraai. Indien sommige van deze stereotypen niet breed, maar slechts beperkt verspreid raken onder individuen of subgroepen, kunnen deze 'slapende' stereotypen genoemd worden. Dit zijn stereotypen die door de bredere bevolkingslaag 'onbesproken' blijven tot op het moment waarop zij 'ontwaken' en ook door de bredere bevolking toegepast kunnen worden.

Cinnirella (1997) maakt onderscheid tussen individuele stereotypen en gedeelde stereotypen.
Individuen kunnen idiosyncratische stereotypen creëren van groepen in hun leefmilieu, die verschillend zijn van de stereotypen die gemeenschappen koesteren. De stereotypen van individuen hoeven zodanig niet overeen te komen met de stereotypen die gedeeld worden door de gehele samenleving.
Gedeelde stereotypen worden geleerd, gedeeld en overgedragen door groepen van verschillende omvang woonachtig in verschillende leefmilieus. Regionale processen van stereotypering vinden bijvoorbeeld plaats tussen diverse landsregio's zoals districten, provincies, steden of dorpen. Zo lijken regio's in Italië te wedijveren om bepaalde culturele gedragingen en manifestaties op culinair, linguïstiek en sportief gebied; een historisch ontstaan streekgebonden gemeenschapsbesef dat campanilismo wordt genoemd, en waarbij de ene gemeenschap zich op sommige vlakken polariseert met gemeenschappen in andere regio's op basis van stereotypen die hun wortels vinden in historische veronderstellingen en tradities (Ginsborg 2001; van Osta 1991).

## Functies
Henry Tajfel (1974) identificeerde een aantal kernfuncties van stereotypen (in Cinnirella 1997: 45-47).
1. Op het niveau van individuen betoogt hij dat stereotypen zowel voortvloeien uit de noodzaak de complexe werkelijkheid te simplificeren, en waarden van individuen hierin te waarborgen. Hij lichtte deze these toe met de notie van sociale oorzakelijkheid (social causality) om complexe en problematische gebeurtenissen uit te leggen. Een voorbeeld is het zogenaamde scapegoating, waarbij een groep buitenstaanders onterecht beschuldigd wordt van ongewenste gebeurtenissen zoals de complexe opeenvolging van sociale oorzaken leidend tot conflict en oorlog. Deze buitenstaanders werden daarmee zondebok. Zo werden Italianen tijdens de Tweede Wereldoorlog bestempeld als 'fascisten' die de oorlog vervolgden met destructieve resultaten; dit omwille van hun toenmalige stereotype als 'oorlogszuchtig, en uitbundig volk' (Van Osta 1991: 173-178; 215-217).
2. Een tweede sociale functie van stereotypen, is dat zij kunnen dienen ter rechtvaardiging van eigen gedrag tot andere groepen (de 'rechtvaardigingsfunctie' ofwel 'justificatory function'). Praktijken van ongelijke bejegening of ongelijke behandeling kunnen bijvoorbeeld voortvloeien uit racisme van bepaalde groepen door stereotiepe noties van 'etnisch zuivere' of 'superieure' groepen.
3. Tajfel noemt tot slot de differentiatie functie ('differentiation function') van sociale stereotypes. Hierbij zijn stereotypen geen statische entiteiten, maar onderhevig aan situationele veranderingen. Stereotypen 'veranderen' volgens deze notie om de positieve onderscheidenheid tussen groepen te maximaliseren. Cinnirella illustreert dit met een van zijn onderzoeksresultaten (1997), waaruit is gebleken dat nationale stereotypes door Britse universiteitsstudenten, varieerden afhankelijk van de context waarin zij werden gebruikt. Toen Britse studenten werd gevraagd naar stereotypen over Italianen, werden deze minder contrasterend en geaccentueerd benoemd dan de stereotypen over Italianen die genoemd werden nadat vooraf gevraagd werd naar Britse stereotypen.

De meest relevante functie van stereotypering, is volgens Tajfel de assumptie dat de behoefte aan het creëren, waarborgen en handhaven van positieve eigenwaarde een cruciale drijvende kracht is achter het sociaal gedrag en cognitie dat deels gedreven wordt door stereotypen.

## Sociale groepen
Volgens Cinnirella (1997) kunnen machtige sociale groepen in samenlevingen, die meer toegang dan anderen hebben tot massacommunicatietechnologie, de stereotypen die door de media verspreid worden, manipuleren. Hierbij kennen deze machtige groepen positieve stereotypen dikwijls toe aan deze groep zelf - de ingroup - waarbij zij zich onderscheiden van en meten tegen de negatieve stereotypen die zij toekennen aan andere groepen - de outgroup. Op basis van karakteristiek veronderstelde kenmerken onderscheidt op het niveau van natiestaten de meerderheidsgroep die deze positieve kenmerken aan zichzelf toekent (de 'autochtone' groep; autos betekent 'zelf'), zich van de andere groep (deze is 'allochtoon'; allos betekent 'ander'). Deze veronderstellingen, volgend uit processen van self-stereotyping ('zelfstereotypering', in Cirnirella 1997: 46), vormen de basis van 'Sociale Identiteitstheorieën' (zie: Scheepers, Gijsberts & Coenders 2002; Cremer 2000).
Binnen de sociale psychologie, heeft Henri Tajfel (1974) invloedrijke perspectieven opgetekend over de theorie van sociale identiteit (in Cirnirella 1997: 42). Hij illustreerde met zijn onderzoeksresultaten hoe individuen, die verdeeld zouden worden in 'betekenisloze' groepen, desondanks een groepsbesef of -solidariteit zouden creëren, zich daarbij polariserend ten opzichte van de outgroup. Stereotypen van de ingroup zijn volgens Cirnirella meer complex en heterogeen dan onze stereotypen over outgroups. Er bestaat bewijs dat enkele nationale stereotypes over sommige naties, gelijkend zijn. Sociale wetenschappers leggen percepties van een 'Latijns' stereotype door West-Europeanen bloot, die toegepast wordt op Italianen, Grieken, Spanjaarden en in mindere mate Fransen (Cirnirella 1997).

## Stereotypen in massamedia
Met de komst van de massamediatechnologie kunnen stereotypen eenvoudig, snel en grootschalig worden verspreid. Sinds de uitvinding van de boekdrukkunst is de disseminatie van propaganda en stereotypen breed toegepast. Individuen kunnen eenvoudig stereotypen ontwikkelen of aannemen van (individuen in) groepen waarmee geen sociale interactie in levenden lijve is plaatsgevonden. Dit heeft tot gevolg dat individuen gewoon zijn stereotypen te koesteren over etnische en nationale groepen wier leden en persoonlijkheden zij mogelijkerwijs nog nooit eerder ontmoet hebben. Indien individuen dergelijke stereotypen niet met groepsgenoten bediscussiëren, zullen deze uitsluitend stereotypen moeten baseren op mediabeelden. Het kan hier stereotypen betreffen gecreëerd door, bijvoorbeeld, kranten en tijdschriften, televisie, internet en radio. Echter, ook als wel sprake is van sociale interactie tussen (sub)groepen, hebben de massamedia invloed op de context waarin of raamwerk waarbinnen wij stereotypen creëren (Gerbner, Gross et al. 1990; 1980).
Media-stereotypen van bepaalde groepen kunnen vooral significant zijn als we het stereotype ontmoeten voorafgaand aan een ontmoeting met het individu of de (sub)groep waarop deze gebaseerd is. Onderzoeken van Roberts & Maccoby (1985 in Cinnirella 1997) suggereren dat stereotypen vaak resistent zijn tegen veranderingen als zij eenmaal geïnternaliseerd zijn. Dit houdt echter niet in, dat geen kritische houding tegenover stereotypen kan worden genomen.
De televisie is een ideaal medium om bepaalde stereotypen te versterken of juist aan kracht te onttrekken. Volgens Raymond Williams (2007) wordt de realiteit, zoals verschillende personen die ervaren, steeds opnieuw gevormd door en in de media. De televisie creëert dan ook verschillende beeldvormingen over allerlei onderwerpen. Onder ‘beeldvorming’, wordt ‘het laten ontstaan van een idee, een indruk’ bedoeld. Hierbij wordt gebruikgemaakt van procesdoelstellingen.

## Imagologie
Sinds de vorming van natiestaten werden 'nationale karakteristieken' door en over westerse landen gerepresenteerd als discrete, afgebakende culturen: als 'vastliggende beelden', ofwel stereotypen. De comparatieve literatuur, die zich toelegt op het bestuderen van deze historische interculturele relaties in termen van wederzijdse percepties en beeldvorming in en door de media, is ontwikkeld in Frankrijk onder de naam imagologie.
In de loop van de twintigste eeuw, is binnen het veld van de Comparatieve Literatuur een kritischer houding aangenomen. Culturele verschillen werden niet meer bestudeerd als 'essenties' of 'waarheden', maar reële percepties en houdingen van groepen tot elkaar. Nationaliteit en nationale culturen worden nu geobserveerd als noties van identificatie en minder als identiteiten.
De imagologische wetenschap heeft drie structurele stereotiepe algemeenheden in de beeldvorming over 'naties' door westerse media kunnen blootleggen.
1. Het noorden van een land wordt dikwijls gepresenteerd als 'nuchterder, zakelijker, prozaïscher, individualistischer en vrijer' dan het zuiden van landen. Zo worden Noord Italianen door media dikwijls als moderner afgeschilderd, dan de Zuid-Italiaanse culturen, gelegen in het gebied van De middagzon (Il Mezzorgiorno)(Leerssen 2000).
2. De periferie van elk gegeven land is meer traditioneel, tijdloos en achtergesteld weergegeven dan kosmopolitische, moderne, progressieve en culturele centra. Ontwikkelingen van het centrum leiden hier in tot toenemende achtergesteldheid van periferieën.
3. Landen en landsculturen worden dikwijls op een bepaalde wijze tegengesteld aan elkaar weergegeven.